# (503) Evelyn
(503) Evelyn est un astéroïde de la ceinture principale découvert par Raymond Smith Dugan le 19 janvier 1903.